# Lindsey Berg
Lindsey Berg (ur. 16 lipca 1980 roku w Honolulu) – amerykańska siatkarka, reprezentantka kraju, grająca na pozycji rozgrywającej. W reprezentacji USA zadebiutowała w 2003 roku. Największy sukces z reprezentacją odniosła w 2008 roku, zdobywając srebrny medal Igrzysk Olimpijskich.

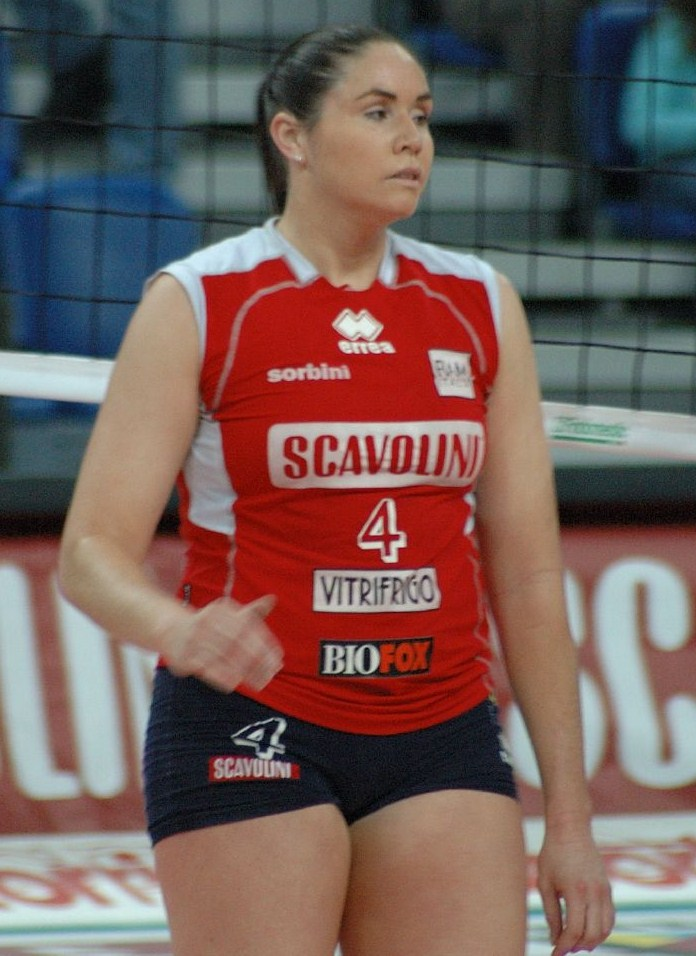
Lindsey Berg zawodniczką Scavolini Pesaro

## Sukcesy klubowe
Puchar CEV:
- 2006, 2009
- 2013

Liga włoska:
- 2009, 2010, 2011, 2012

Superpuchar Włoch:
- 2006

Liga Mistrzyń:
- 2008

Puchar Włoch:
- 2010[1], 2011

## Sukcesy reprezentacyjne

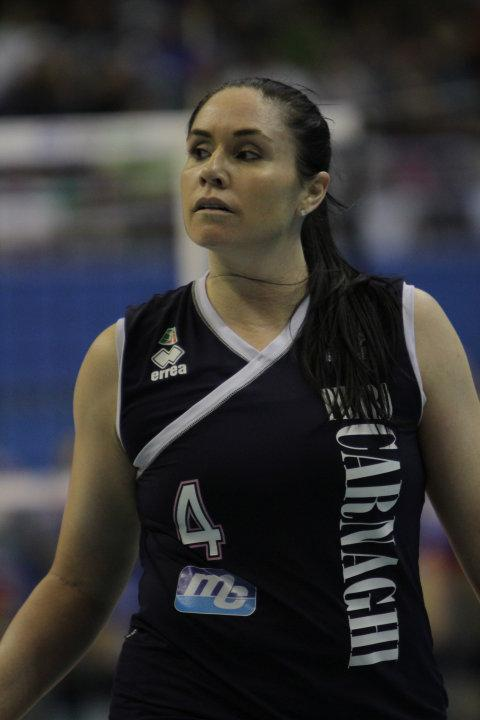
Lindsey Berg zawodniczką MC-PietroCarnaghi Villa Cortese

Grand Prix:
- 2011, 2012

- 2003, 2004

Puchar Panamerykański:
- 2003
- 2004

Mistrzostwa Ameryki Północnej:
- 2003, 2005, 2011
- 2007

Puchar Świata:
- 2011
- 2003, 2007

Volley Masters Montreux:
- 2004

Puchar Wielkich Mistrzyń:
- 2005

Igrzyska Olimpijskie:
- 2008, 2012

## Nagrody indywidualne
- 2003: Najlepsza rozgrywająca Pucharu Panamerykańskiego
- 2004: Najlepsza rozgrywająca Pucharu Panamerykańskiego
- 2005: Najlepsza rozgrywająca Pucharu Panamerykańskiego
- 2005: Najlepsza rozgrywająca Mistrzostw Ameryki Północnej, Środkowej i Karaibów
- 2006: Najlepsza rozgrywająca Pucharu CEV
- 2011: Najlepsza rozgrywająca Mistrzostw Ameryki Północnej, Środkowej i Karaibów